# Abdallah Azhar
Abdallah Azhar (Casablanca, 21 de septiembre de 1939-ibídem, 13 de diciembre de 2015) fue un futbolista marroquí que jugaba en la demarcación de delantero.

## Selección nacional
Jugó un total de doce partidos con la selección de fútbol de Marruecos. Debutó el 30 de octubre de 1960 en un partido de clasificación para la Copa Mundial de Fútbol de 1962 contra Túnez, encuentro que finalizó con un resultado de 2-1 a favor del combinado marroquí, marcando Azhar el gol de la victoria en el minuto 60 de penalti. Su último partido con la selección, en calidad de amistoso, lo jugó contra Rumania el 30 de septiembre de 1962.

### Goles internacionales
| # | Fecha                   | Estadio                                   | Oponente             | Gol | Resultado | Competición                                          |
| - | ----------------------- | ----------------------------------------- | -------------------- | --- | --------- | ---------------------------------------------------- |
| 1 | 30 de octubre de 1960   | Estadio Mohammed V, Casablanca, Marruecos | Túnez                | 2–1 | 2-1       | Clasificación para la Copa Mundial de Fútbol de 1962 |
| 2 | 22 de enero de 1961     | Estadio Renzo Barbera, Palermo, Italia    | Túnez                | 1–0 | 1–1       | Clasificación para la Copa Mundial de Fútbol de 1962 |
| 3 | 23 de noviembre de 1961 | Estadio Santiago Bernabéu, Madrid, España | España               | 3-2 | 3–2       | Clasificación para la Copa Mundial de Fútbol de 1962 |
| 4 | 10 de diciembre de 1961 | Estadio Mohammed V, Casablanca, Marruecos | Alemania Democrática | 1-0 | 2-0       | Amistoso                                             |

## Clubes
| Club                 | País      | Año         | Partidos | Goles |
| -------------------- | --------- | ----------- | -------- | ----- |
| Wydad de Casablanca  | Marruecos | 1956 - 1957 |          |       |
| MAS Fez              | Marruecos | 1957        |          |       |
| TAS de Casablanca    | Marruecos | 1957 - 1958 |          |       |
| Racing de Casablanca | Marruecos | 1958        |          |       |
| Raja de Casablanca   | Marruecos | 1958        |          |       |
| Stade de Reims       | Francia   | 1958 - 1962 | 25       | 12    |
| Grenoble Foot 38     | Francia   | 1962 - 1965 | 47       | 11    |

## Palmarés

### Campeonatos nacionales
| Título  | Club           | País    | Año  |
| ------- | -------------- | ------- | ---- |
| Ligue 1 | Stade de Reims | Francia | 1960 |
| Ligue 1 | Stade de Reims | Francia | 1962 |